# 相愛数
相愛数（そうあいすう、SOAI numbers）とは、同個数の整数からなる異なる構成の二つ以上の組において、0乗数〜k乗数総和が等しくなる場合における、それらの数のことをいう。より具体的には、組を構成する数の個数をnとし、n-n相愛数（相愛力の強さ）とあらわされる。相愛力の強さは0乗数〜k乗数総和が等しくなる場合におけるkで示され、❤︎の個数で表記されることもある。一般に、n-n相愛数における相愛力の強さは(n-1)が上限であると考えられている。
ex)4-4相愛数（❤︎❤︎❤︎）
{\displaystyle a^{1}+b^{1}+c^{1}+d^{1}=e^{1}+f^{1}+g^{1}+h^{1}}
{\displaystyle a^{2}+b^{2}+c^{2}+d^{2}=e^{2}+f^{2}+g^{2}+h^{2}}
{\displaystyle a^{3}+b^{3}+c^{3}+d^{3}=e^{3}+f^{3}+g^{3}+h^{3}}
※0乗数総和は一致することは自明であるため不記載。

## 相愛数の例
4-4相愛数（❤︎❤︎❤︎）の具体例
　
{\displaystyle 2^{1}+8^{1}+15^{1}+9^{1}=3^{1}+5^{1}+14^{1}+12^{1}}
{\displaystyle 2^{2}+8^{2}+15^{2}+9^{2}=3^{2}+5^{2}+14^{2}+12^{2}}
{\displaystyle 2^{3}+8^{3}+15^{3}+9^{3}=3^{3}+5^{3}+14^{3}+12^{3}}
4-4-4相愛数（❤︎❤︎❤︎）の具体例
{\displaystyle 3^{1}+28^{1}+33^{1}+58^{1}=7^{1}+16^{1}+45^{1}+54^{1}=10^{1}+12^{1}+49^{1}+51^{1}}
{\displaystyle 3^{2}+28^{2}+33^{2}+58^{2}=7^{2}+16^{2}+45^{2}+54^{2}=10^{2}+12^{2}+49^{2}+51^{2}}
{\displaystyle 3^{3}+28^{3}+33^{3}+58^{3}=7^{3}+16^{3}+45^{3}+54^{3}=10^{3}+12^{3}+49^{3}+51^{3}}

6-6相愛数（❤︎❤︎❤︎❤︎❤︎）の具体例
{\displaystyle 890^{1}+962^{1}+1066^{1}+1210^{1}+1314^{1}+1386^{1}=906^{1}+930^{1}+1114^{1}+1162^{1}+1346^{1}+1370^{1}}
{\displaystyle 890^{2}+962^{2}+1066^{2}+1210^{2}+1314^{2}+1386^{2}=906^{2}+930^{2}+1114^{2}+1162^{2}+1346^{2}+1370^{2}}
{\displaystyle 890^{3}+962^{3}+1066^{3}+1210^{3}+1314^{3}+1386^{3}=906^{3}+930^{3}+1114^{3}+1162^{3}+1346^{3}+1370^{3}}
{\displaystyle 890^{4}+962^{4}+1066^{4}+1210^{4}+1314^{4}+1386^{4}=906^{4}+930^{4}+1114^{4}+1162^{4}+1346^{4}+1370^{4}}
{\displaystyle 890^{5}+962^{5}+1066^{5}+1210^{5}+1314^{5}+1386^{5}=906^{5}+930^{5}+1114^{5}+1162^{5}+1346^{5}+1370^{5}}

## 相愛数におけるその他の共鳴現象
n-n相愛数の中には上述した累乗共鳴以外にもサイクリックに連続した数の積をとり、それらの総和をとると、二つの組の間で一致するものが見出される。
4-4相愛数（❤︎❤︎❤︎）
{\displaystyle a^{1}+b^{1}+c^{1}+d^{1}=e^{1}+f^{1}+g^{1}+h^{1}}
{\displaystyle a^{2}+b^{2}+c^{2}+d^{2}=e^{2}+f^{2}+g^{2}+h^{2}}
{\displaystyle a^{3}+b^{3}+c^{3}+d^{3}=e^{3}+f^{3}+g^{3}+h^{3}}

において、            
{\displaystyle ab+bc+cd+da=ef+fg+gh+he}
{\displaystyle abc+bcd+cda+dab=efg+fgh+ghe+hef}
が成立する実例として、
{\displaystyle 2^{1}+8^{1}+15^{1}+9^{1}=3^{1}+5^{1}+14^{1}+12^{1}}
{\displaystyle 2^{2}+8^{2}+15^{2}+9^{2}=3^{2}+5^{2}+14^{2}+12^{2}}
{\displaystyle 2^{3}+8^{3}+15^{3}+9^{3}=3^{3}+5^{3}+14^{3}+12^{3}}

において、
{\displaystyle 2\cdot 8+8\cdot 15+15\cdot 9+9\cdot 2=3\cdot 5+5\cdot 14+14\cdot 12+12\cdot 3}
{\displaystyle 2\cdot 8\cdot 15+8\cdot 15\cdot 9+15\cdot 9\cdot 2+9\cdot 2\cdot 8=3\cdot 5\cdot 14+5\cdot 14\cdot 12+14\cdot 12\cdot 3+12\cdot 3\cdot 5}
※このようなサイクリック連続積の共鳴を考える際には、相愛数の各組における順序が重要になってくる。グループ内の相愛数の順序を特に強調したいときには、4-4相愛数（❤︎❤︎❤︎）［2→8→15→9-{\displaystyle \circlearrowleft }3→5→14→12］等、というように表記する必要がある。
また、この実例においては、
{\displaystyle ac+bd=eg+fh}

という関係も成り立つ。

{\displaystyle 2\cdot 15+8\cdot 9=3\cdot 14+5\cdot 12}

## 関連事項
- ランダー・パーキン・セルフリッジ予想
- Prouhet–Tarry–Escott problem
- 多重魔方陣
- 相愛数左右対称陣